# Arméflyg (Sverige)
Arméflyg refererar till militärflyg och flygförband som är knutet till en nations markstridskrafter och kan bestå av olika sorters flygfarkoster.
I Sverige var användandet av luftfartyg en del av svenska armén i 100 år.

## Arméns ballongverksamhet (1898–1936)
Flygverksamhet inom armén går tillbaka till 1898, då Vaxholms artillerikår som första förband i dåvarande Krigsmakten organiserade en ballongenhet. Sedermera skulle ytterligare arméförband runt om i Sverige operera ballonger, vilka var fast förankrade och används främst till spaning och eldledning. Den snabba tekniska utvecklingen av flygplan i seklets början gjorde dock ballongen allt mer omodern, 1936 skedde så den allra sista militära ballonguppstigningen i Sverige.

### Förbandets ballonger
| Militär beteckning       | I tjänst åren | Användes av                                           | Kommentar                                                  |
| ------------------------ | ------------- | ----------------------------------------------------- | ---------------------------------------------------------- |
| Sfärisk fästningsballong | 1898–1908     | Vaxholms artillerikår/Vaxholms kustartilleriregemente | Vid försvaret av Vaxholms fästning samt Oskar-Fredriksborg |
| Kulballong m/09          | 1909–1922     | KA1                                                   |                                                            |
| Drakballong m/09         | 1914–19xx     | Bodens ingenjörkår                                    |                                                            |
| Fältballong m/23         | 1930–1936     | Bodens artilleriregemente                             |                                                            |
| Kulballong m/30          | 1930–1936     | Bodens artilleriregemente                             |                                                            |
| Fältballong m/32         | 1932–1936     | Smålands artilleriregemente                           |                                                            |

## Fälttelegrafkårens flyg- och ballongkompanier (1912–1926)

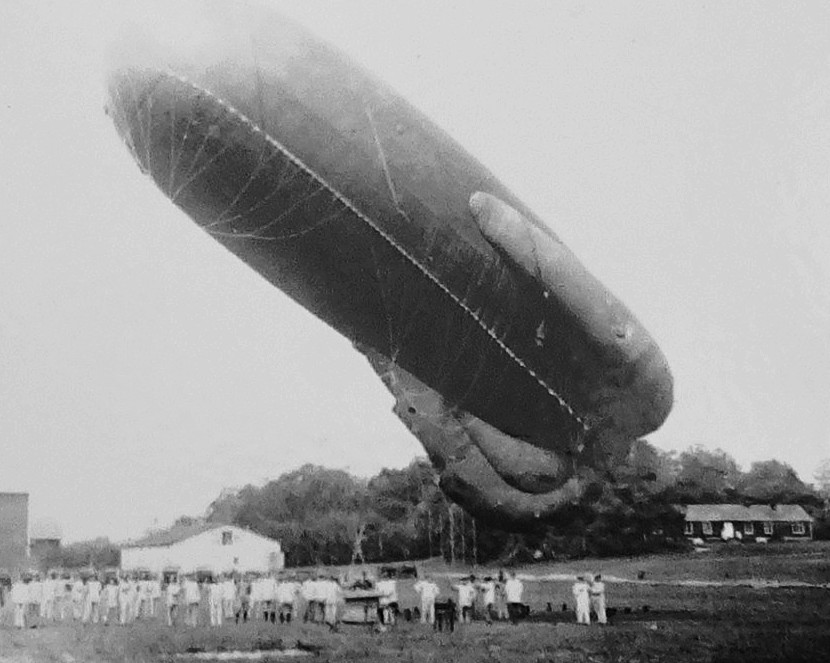
Övning med drakballong, Lilla Frösunda 1922.

Förhållandevis tidigt i den tekniska utvecklingen anammar den svenska armén användandet av flygplan. Redan 1911 donerades medel för inköp av ett flygplan till svenska armén från ett antal svenska flygare. Ett villkor för donationen var dock att försvaret själva samtidigt anslog medel för inköp av ytterligare ett flygplan. Villkoret gav upphov till intensiva debatter som flygets nytta inom militären men till slut accepterades erbjudandet och 30 mars 1912 tecknades konrakt om inköp av franska flygplan ett monoplan av modell Nieuport IV-G som fick beteckningen M 1 (monoplan 1) och ett Bréuget C.U 1 som fick beteckningen B 1 (biplan 1) och de båda flygplanen organiseras inom Fälttelegrafkåren som en flygenhet. Ytterligare ett flygplan, en svensktillverkad kopia på Nieuport IV-G anförskaffades 1913 och fick beteckningen M2. Med detta flygplan genomfördes under vinterövningarna februari-april 1914 den första svenska försöken med "bombkastning" och ett vertikalt rör för att släppa bomber monterades på flygplanet.
Den första tiden bedrevs flygningarna från Axevalla hed men 1913 flyttades verksamheten till Malmen, som vid den tiden var exercisfält för de militära förbanden i Linköping. Under de efterföljande åren kom flygverksamheten att spridas till en rad olika platser runt om i landet. 1926 slår man så ihop Fälttelegrafkårens flygkompanier (armén) med Marinens Flygväsende och bildar den tredje försvarsgrenen Flygvapnet (Fälttelegrafkårens övriga flygverksamhet, ballongkompanierna, överförs till artilleriet).

### Förbandets ballonger och flygplan
| Militär beteckning | I tjänst åren | Kommentar                                               |
| ------------------ | ------------- | ------------------------------------------------------- |
| Kulballong m/09    | 1912–1923     |                                                         |
| Drakballong m/09   | 1912–1926     |                                                         |
| Kulballong m/23    | 1922–192x     |                                                         |
| Fältballong m/23   | 1923–192x     |                                                         |
| Breguet III        | 1912–1916     |                                                         |
| Nieuport IV.G      | 1912–1919     |                                                         |
| Farman HF.22       | 1913–1917     |                                                         |
| Blériot XI         | 1914–1916     | Även den licensbyggda varianten (Thulin Typ A) användes |
| Albatros B.II      | 1914–1926     |                                                         |

## Artilleriflyget (1954–1979)
Föregångaren till det moderna arméflyget bildades i och med att armén 1954 upprättande ett självständigt artilleriflyg. Det var ingen tillfällighet att det var just artilleriet som fick stå som värd åt arméns flygverksamhet, då artilleriet hade ett stort behov av att kunna målspana samt leda indirekt eld. Inledningsvis var verksamheten provisorisk och saknade permanent basering. Under den senare delen av 1950-talet inleddes försök med helikopter och inledningsvis ville man hålla isär artilleriflyg- och helikopterorganisationen.
År 1959 bildas så Arméns helikopterskola (HkpS) på Bodens helikopterflygplats och 1963 bildas Artilleriflygskolan (ArtflygS) på Brandholmens flygplats i Nyköping. 1979 blir Arméns helikopterskola (HkpS) i Boden ett förband.
Artilleriflyget ombildades den 1 januari 1980 till Arméflyget, vid tidpunkten fanns två artilleriflygförband:
- Arméns helikopterskola (HkpS) i Boden, som vid omorganisationen bytte namn till Norrbottens arméflygbataljon (AF 1)
- Artilleriflygskolan (ArtflygS) i Nyköping, som vid omorganisationen bytte namn till Arméflygskolan (ArméflygS)

### Förbandets flygplan och helikoptrar
| Militär beteckning | Version | Anskaffade | Havererade | I tjänst åren                       | Kommentar                                                        |
| ------------------ | ------- | ---------- | ---------- | ----------------------------------- | ---------------------------------------------------------------- |
| Flygplan 51        | AB      | 623        | 5          | 1958–19631959–1974                  |                                                                  |
| Helikopter 2       |         | 12         | 4          | 1959–1969                           |                                                                  |
| Flygplan 53        |         | 5          | 2          | 1962–1979                           | Tre överförda till Arméflyget (1979)                             |
| Helikopter 3       | ABC     | 63         |            | 1962–1967/691964–1967/19691969–1979 | Ombyggd 1967/1969 till Hkp 3C15 överförda till Arméflyget (1979) |
| Helikopter 5       | A       | 2          | 2          | 1964–1971                           |                                                                  |
| Helikopter 6       | A       | 22         | 2          | 1968–1979                           | 20 överförda till Arméflyget (1979)                              |
| Flygplan 61        | C       | 20         | 4          | 1972–1979                           | 16 överförda till Arméflyget (1979)                              |

## Arméflyget (1980–1997)

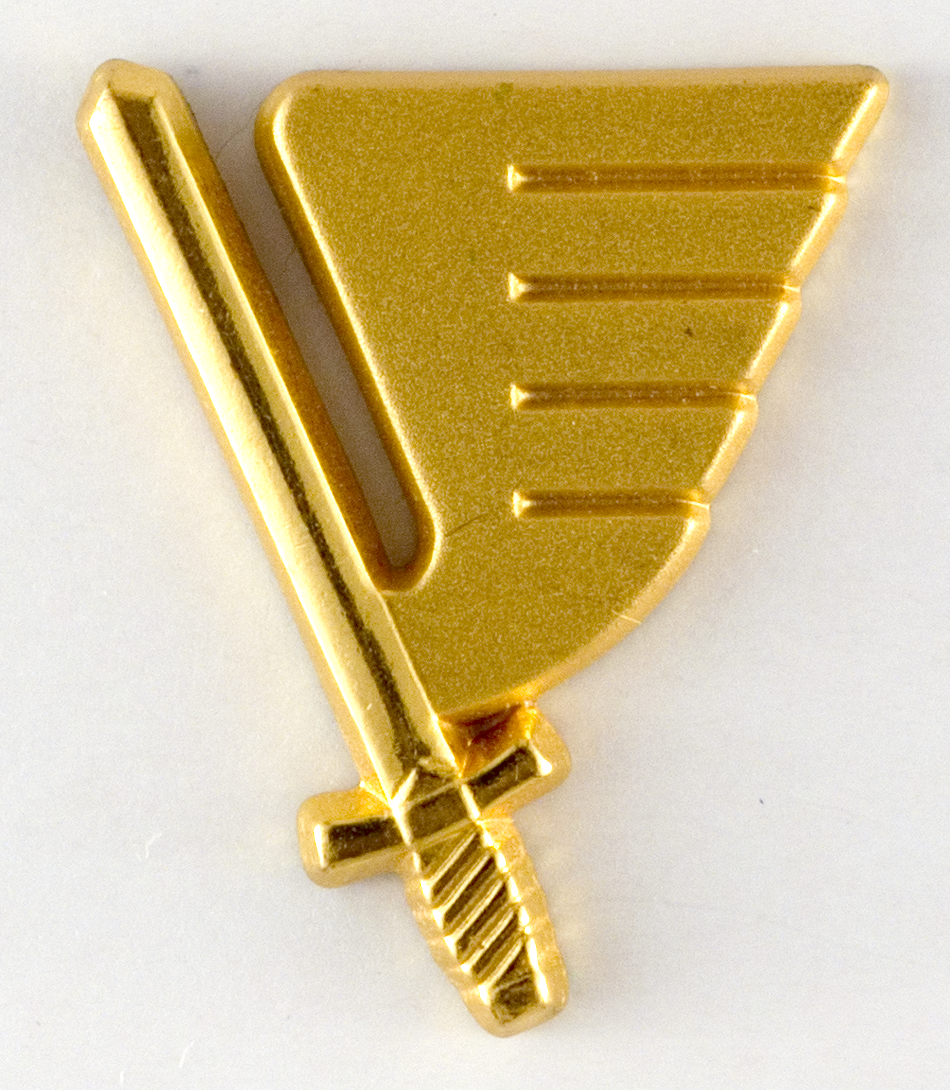
Det bevingade svärdet - Arméflygets symbol

Efter omorganisationen till Arméflyget var förbandet fortfarande inordnad under artilleriet. 1983 skedde nästa organisationsförändring då ny befälsordning (NBO) infördes. För personalen vid Arméflyget fick detta bland annat följden att de, som tidigare fortsatt hade tillhört det arméförband de ursprungligen rekryterats ifrån när de tjänstgjorde vid Arméflyget, nu istället tillhörde Arméflyget. Förändringen markerades med att all arméflygpersonal började bära blå baskern med arméflygemblemet – det bevingade svärdet.
År 1984 flyttar Arméflygskolan (ArméflygS) från Brandholmen till närbelägna Skavsta flygplats. Men redan året därpå (1985) flyttar förbandet igen, denna gång till sin slutgiltiga plats; Malmens flygplats. I samband med flytten blir Arméflygskolan ett förband och byter namn till Östgöta Arméflygbataljon (AF 2).
År 1991 blir Arméflyget, som tidigare tillhört artilleriet, ett eget truppslag inom armén. Vid samma tidpunkt upprättades ett funktionscentrum: Arméflygcentrum (AFC).
Arméflyget avvecklas den 31 december 1997 då den slås samman med Marinflyget samt Flygvapnets flygräddningsgrupper till ett nytt militärt förband; Försvarsmaktens Helikopterflottilj.
Vid tidpunkten för omorganisation till Helikopterflottiljen fanns två arméflygförband:
- Norrbottens arméflygbataljon (AF 1) i Boden
- Östgöta arméflygbataljon (AF 2) i Linköping

### Förbandets flygplan och helikoptrar
| Militär beteckning | Version | Anskaffade [överförda] | Havererade | I tjänst åren | Kommentar |
| ------------------ | ------- | ---------------------- | ---------- | ------------- | --- |
| Flygplan 53        |         | [3]                    | 1          | 1980–1991     | Tre överförda från Artilleriflyget (1980) |
| Flygplan 61        | C       | [16]                   | 1          | 1980–1989     | 16 överförda från Artilleriflyget (1980) |
| Helikopter 3       | C       | [15] + 1               | 1          | 1980–1997     | 15 överförda från Artilleriflyget (1980) En hkp 3C kompletteringsanskaffades 1991 på grund av ett haveri Nio överförda till Helikopterflottiljen (1997) |
| Helikopter 5       | B       | 26                     | 1          | 1980–1997     | 25 överförda till Helikopterflottiljen (1997) |
| Helikopter 6       | A       | [20]                   | 1          | 1980–1997     | 20 överförda från Artilleriflyget (1980) 19 överförda till Helikopterflottiljen (1997)                                                                  |
| Helikopter 9       | A       | 20                     | 1          | 1987–1997     | 19 överförda till Helikopterflottiljen (1997) |
| Helikopter 11      |         | 5                      |            | 1994–1997     | Fem överförda till Helikopterflottiljen (1997) |